# Жан-Люк, затравленный
«Жан-Люк, затравленный» (фр. Jean-Luc persécuté) — телефильм режиссёра Клода Горетты, вышедший на экраны в 1966 году. Экранизация одноимённого романа Шарля Фердинанда Рамю.

## Сюжет
Действие происходит в горной Швейцарии в начале XX века. Местный крестьянин Жан-Люк женится на Кристине, которая согласилась на этот брак лишь из-за того, что родители запретили её возлюбленному Огюстену взять её в жёны. Надеждам Жан-Люка на то, что время и рождение ребёнка сблизят его с Кристиной, не суждено сбыться. Однажды он узнаёт, что его супруга тайно встречается с Огюстеном, и уезжает с ребёнком к матери. Вернувшись через некоторое время, он отказывается общаться с Кристиной, пока несчастный случай не сближает их вновь: на Жан-Люка падает дерево и повреждает ему ногу, а жена с прежней заботой принимается ухаживать за мужем. Счастье, однако, не длится долго: после возвращения Огюстена Кристина вновь становится его любовницей, и Жан-Люк прогоняет её. Впав в уныние, мужчина перестаёт уделять внимание сыну и тот однажды тонет в пруду. Отказываясь поверить в смерть ребёнка, Жан-Люк впадает в безумие. Когда несколько лет спустя он снова видит Кристину с ребёнком Огюстена, он из ревности запирает их в сарае и поджигает, а затем сводит счёты с жизнью.

## В ролях
- Морис Гаррель — Жан-Люк
- Фредерика Майнингер — Кристина, жена Жан-Люка
- Филипп Мента — Огюстен, любовник Кристины
- Андре Селье — Марешаль, друг Жан-Люка
- Марк Фойоль — Нанш, сапожник
- Жаклин Бурнан — Мари